# 金子好伸
金子 好伸（かねこ よしのぶ、1948年 - ）は、神奈川県出身のフリーライター。
現在の活動は地元を中心に縄文学の啓蒙活動初め、アジア太平洋資料センター自由学校講師や各団体ワークショップで活動する。

## 人物
元祖「イラストライター」故 河原淳に師事。縄文学伝導師。国際縄文学協会会員。論文多数。雑誌のゴーストライターや多種のペンネームで執筆。連載誌多数。休筆中。
縄文との出会いは、岡本太郎の著書による縄文観「超自然的で呪術的、空間的で激しい緊張感」に魅せられ、各地の縄文資料館に足を運び、土器づくりに積極的に参加する。野焼きの光景は、土器が炎と一体化し、紅蓮に火花を弾く様だ。
金子は、神奈川県川崎市に「縄文天然温泉」があることを知り、日参した。湯あたりだろうか、啓示を受けたと、語る。著書「インディオの縄文人」（2013）にその下りが書かれている。